# Frank Prihoda
Frank Prihoda, původním jménem František Příhoda, (8. července 1921 Praha – 10. listopadu 2022, Melbourne, Victoria, Austrálie) byl australský alpský lyžař původem z Československa. Zúčastnil se zimních olympijských her v roce 1956.

## Kariéra
Spolu se svou starší sestrou a olympijskou lyžařkou Alexandrou „Sašou“ Nekvapilovou (1919–2014) a jejím manželem Karlem v roce 1949 uprchl z Československa a emigroval do Austrálie.
V roce 1956 se zúčastnil Zimních olympijských her pořádaných v italském městě Cortina d'Ampezzo. V tehdejších disciplínách alpského lyžování, v mužském slalomu skončil na 54. místě, v mužském obřím slalomu na 80. místě. Mj. potkával se zde i s tehdejší československou reprezentací, jejíž členové ale měli zakázáno s ním, jako s emigrantem, hovořit.
V australské obci Thredbo v Novém Jižním Walesu se sestrou v roce 1959 založili jednu z prvních lyžařských chat.
Pozornost australských médií vzbudily jeho sté narozeniny v roce 2021, kdy byl označen za nejstaršího žijícího australského olympionika. Také česká média toto významné jubileum zaznamenala: Český rozhlas Plus v rozhlasovém interview, magazín Reportér a Aktuálně.cz v rozsáhlém rozhovoru a fotogalerii.